# Institut national des sciences appliquées de Toulouse
La Institut national des sciences appliquées de Toulouse (INSA Toulouse) è un'università francese, grande école d'Ingegneria istituita nel 1963, situata a Tolosa nel campus dell'Università di Tolosa.

## Didattica
Si possono raggiungere i seguenti diplomi: 
- ingénieur INSA Toulouse (INSA Toulouse Graduate ingegnere Master)
- laurea magistrale, master ricerca & doctorat (PhD studi di dottorato)
- laurea specialistica, master specializzati (Mastère MS Spécialisé)

## Centri di ricerca
La ricerca alla INSA Toulouse è organizzata attorno a 6 poli tematici
- Materiale
- Struttura
- Biotecnologia
- Energia
- Modellismo
- Nanotecnologie